# Ivo Klimeš
Ivo Klimeš (3. dubna 1932 Opava) je český architekt a sochař.

## Další informace
V roce 1957 ukončil studia na Fakultě architektury a pozemního stavitelství Vysokého učení technického v Brně. Od roku 1957 pracoval jako architekt v ostravském Stavoprojektu a od roku 1991 ve svobodném povolání, kdy se specializoval hlavně na divadelní budovy (nové Divadlo v Mostě, ostravské Divadlo Antonína Dvořáka, ostravské Divadlo Jiřího Myrona, Divadlo v Opavě). Pro jeho profesní dráhu byla specifická úspěšná účast v mnoha architektonických soutěžích. Zajímavou součástí Klimešovy tvorby je i jeho výtvarná činnost a hojná spolupráce s předními výtvarníky a sochaři. Autorsky často spolupracoval např. s Vladislavem Gajdou. Výtvarná díla a jejich zapojení do architektury jsou v díle Iva Klimeše velmi výrazným akcentem. Klimešova činnost silně obohatila ostravský kulturní a umělecký život.

## Galerie

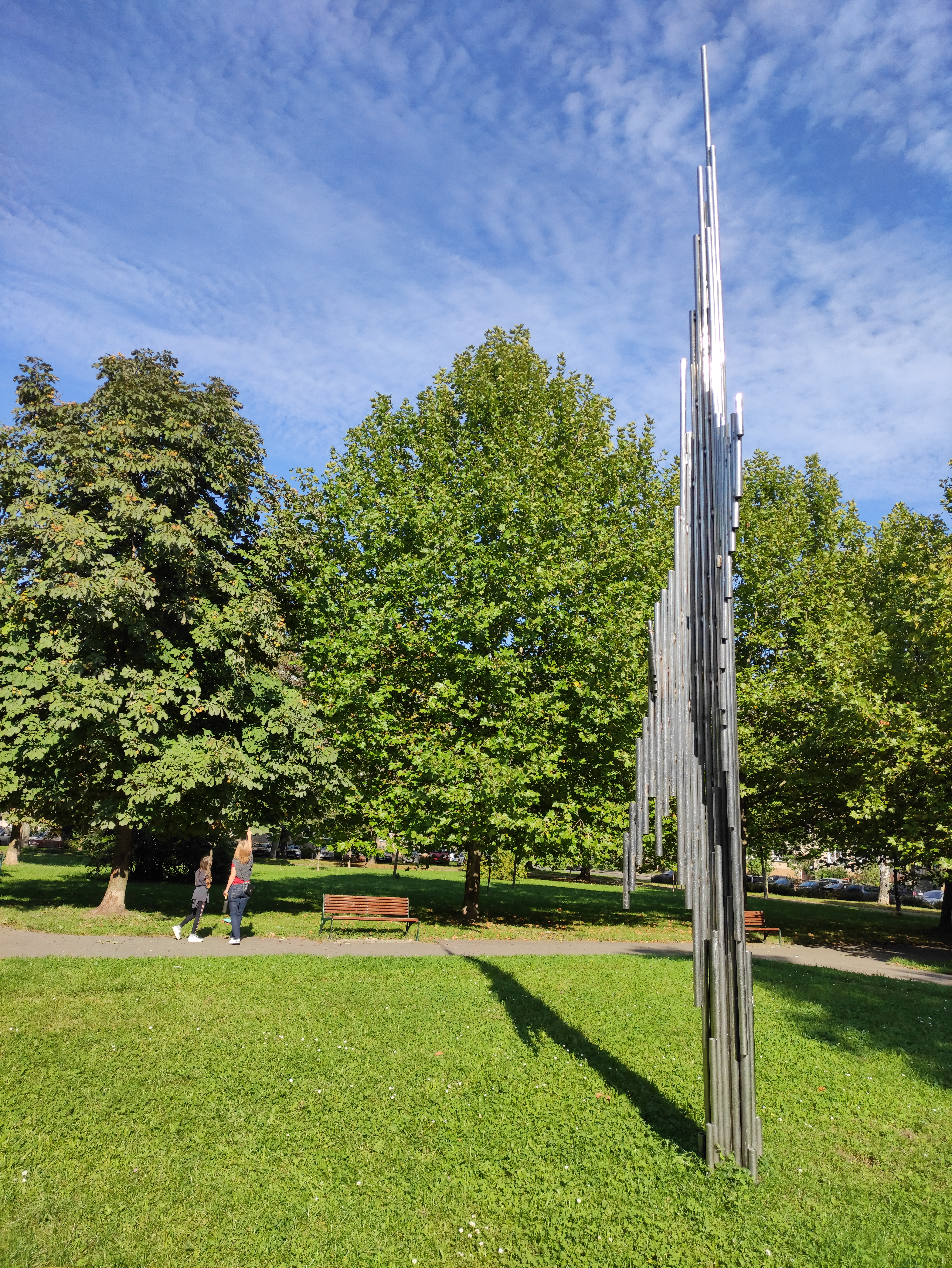
Vertikála - spolupráce Ivo Klimeše a Vladislava Gajdy